# Ernst Blankenhorn
Pour les articles homonymes, voir Blankenhorn.
Ernst Blankenhorn (né le 14 juin 1853 à Müllheim et mort le 19 mai 1917 dans la même ville) est propriétaire de cave, maire et député du Reichstag.

## Biographie
Blankenhorn est issu d'une famille viticole et étudie aux écoles secondaires de Müllheim et Fribourg, à l'école polytechnique de Karlsruhe et aux universités de Bonn et Leipzig, où il obtient son doctorat. À Karlsruhe, il devient membre du Corps Franconia (de) en 1872. Il est maître chevalier de la cavalerie de la Landwehr. De 1890 à 1899, il est maire de Müllheim et, après sa démission, citoyen d'honneur de sa ville natale, ainsi que citoyen d'honneur de la station thermale de Badenweiler. Il est également membre de la seconde chambre de Bade à partir de 1895. De 1887 à 1890 et à partir de 1893, il est député du Reichstag pour la 4e circonscription du grand-duché de Bade (Lörrach, Müllheim) avec le Parti national-libéral. Les deux mandats prennent fin avec sa mort.
Au Reichstag en 1901 et 1908/09, il est président de la commission de consultation de la loi sur le vin, 1903/04 président de la commission de consultation de la loi sur le phylloxéra, et également membre des commissions du tarif douanier et des traités commerciaux. Il reçoit la croix de chevalier de 1re classe de l'Ordre du Lion de Zaeringen, la croix de chevalier de l'ordre de Berthold le Premier et la croix de chevalier de 3e classe de l'ordre de la Couronne de Prusse.